# 밴드캠프
밴드캠프(Bandcamp)는 미국에 위치한 인터넷 전문 음악 회사이다. 2008년 이단 다이아몬드, 숀 그룬베르거, 조 홀트와 닐 터커가 공동설립했으며 본사는 캘리포니아주 오클랜드에 위치해있다.
소규모 음악가들을 대상으로 하는 디지털 플랫폼을 운영하며, 개인들이 자유롭게 작품을 판매 및 구매하는 서비스를 제공하고 있다.

## 사업 모델
밴드캠프에서는 음악가나 레이블 모두 음악을 직접 게시하며, 추가로 구매자가 팁을 얹거나 직접 가격을 선택할 수 있게 하는 등 다양한 방법으로 판매할 수 있고 오디오 CD나 비닐 레코드같은 관련 상품도 전시해 팔 수 있는 것이 특징이다. 구매자가 구입한 상품은 판매자의 재량이나 구입방법에 따라 다운로드를 한 번만 할 수 있거나 무제한으로 받을 수 있다. 또한 음악을 구입해 선물하거나 선택한 음악들을 목록에 저장하는 기능도 제공한다. 음악 파일은 MP3, AAC, OGG Vorbis같은 손실 압축과 FLAC, ALAC, WAV, AIFF같은 무손실 압축 형태로 모두 다운로드받을 수 있다.
밴드캠프에 음악을 올리는 데에는 수수료를 부과하지 않으며, 웹사이트에서 구매 발생시 회사측에서 수익의 15%를 가져가나 총수익이 $5,000를 돌파한 후부터는 10%를 가져간다.

## 역사
2020년 코로나19 범유행 당시 3월 20일 밴드캠프에서 24시간동안 발생한 모든 수익을 음악가들에게 기부하는 행사를 정기적으로 시행할 것이라고 발표했다. 이 행사는 다음달부터 시작해 매주 금요일 동안 해당 정책을 시행하는 "밴드캠프 프라이데이 (Bandcamps Fridays)"로 발전했다. 이 프로그램은 2020년동안 미화 4,000백만 달러에 가까운 기부금을 모으는 데 성공했으며, 이후 2021년까지 4주 동안 연장해 실시됐다.